# Amantissimus humani generis

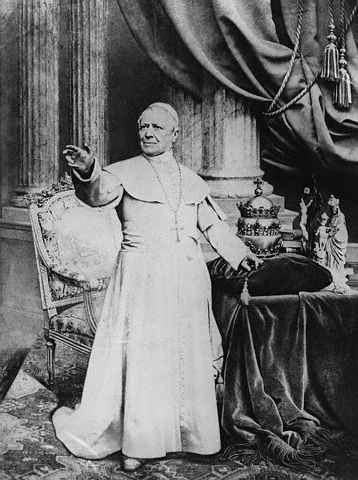
Папа Пій IX

Amantissimus humani generis — енцикліка папи Пія ІХ, проголошена 8 квітня 1862 року і написана до католицьких єпископів східного обряду.
Понтифік проголошує створення окремої секції Конгрегації Пропаганди Віри, яка займатиметься виключно Східними церквами; наголошує на єдності церкви, зібраної під керівництвом папи — вікарія Христа, і на різноманітності літургійних обрядів. Виходячи із цього принципу (єдність у різноманітності), Пій ІХ відкидає тезу, згідно з якою православний християнин, який навертається до католицтва, мусить залишити свій обряд і перейти на латинський.